# تسطح القرنية 2
تسطح القرنية 2 (بالإنجليزية: Cornea plana 1) ويُدعى اختصارًا CNA2، هو عيب خلقي وراثي نادر جدًا يحدث في سطح العين، مؤديًا إلى انخفاض شديد في انحناء القرنية. هُناك أدلة على أنَّ تسطح القرنية 2 يحدث بسبب طفرات في جين كيرا المُشفر لبروتين كيراتوكان (Keratocan).